# Irciniidae
Famille
Irciniidae est une famille d'éponges de l'ordre Dictyoceratida. Les espèces de cette famille sont marines.

## Liste des genres
Selon World Register of Marine Species (17 août 2016) :
- genre Bergquistia Sim & Lee, 2002
- genre Ircinia Nardo, 1833
- genre Psammocinia Lendenfeld, 1889
- genre Sarcotragus Schmidt, 1862

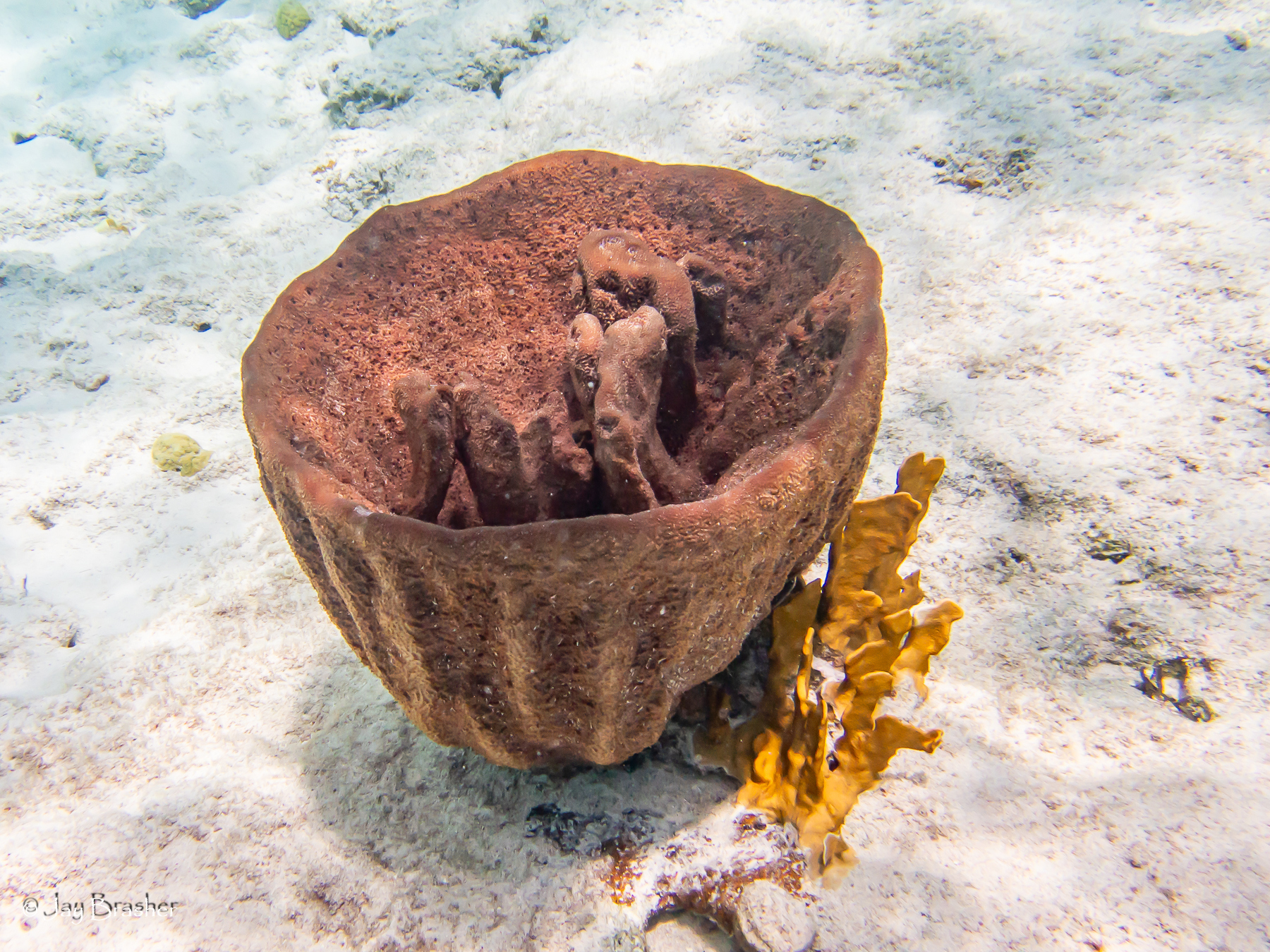
Ircinia campana
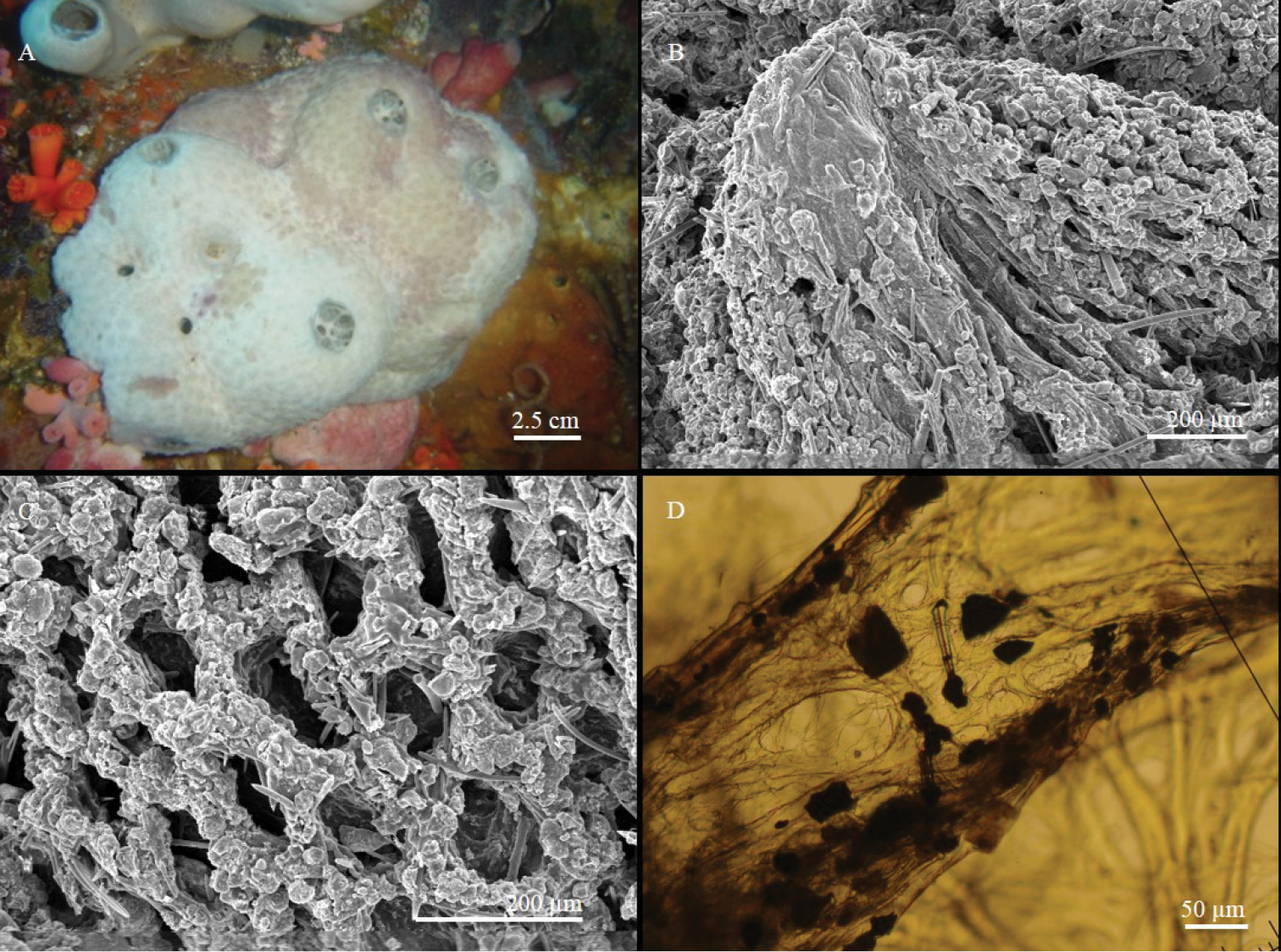
Psammocinia alba
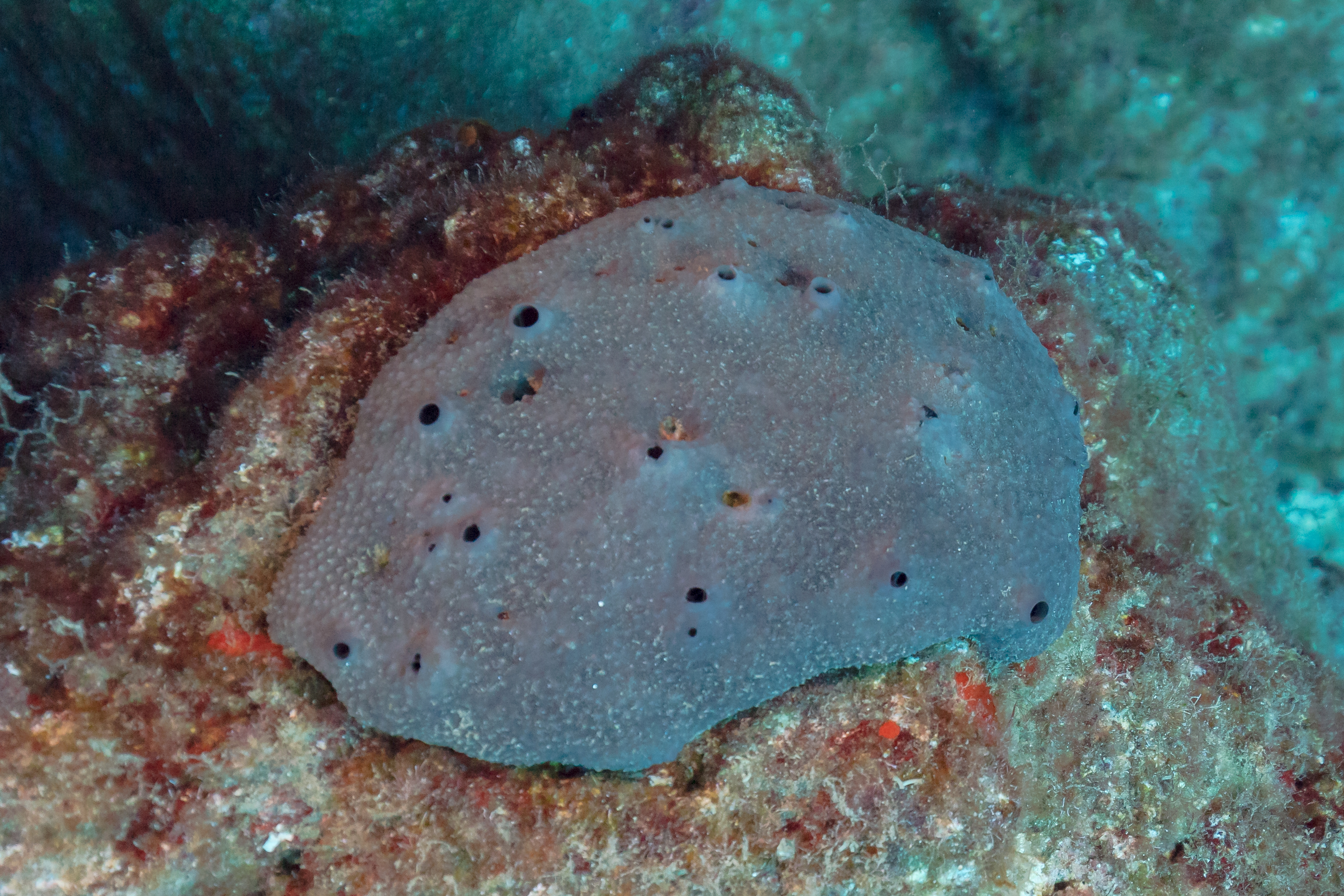
Sarcotragus spinulosus